# 더그 패짓
더그 패짓(Doug Pagitt, 1965?~)은 《최근 만들어진 교회 운동》(the Emerging Church movement)의 저자이며, 미니애폴리스(Minneapolis)에 솔로몬즈 포치(Solomon's Porch)의 목사다. 그는 Meadowbrook 초등학교를 졸업(1976), 노쓰 중학교(North Junior High)를 졸업(1981), 홉킨즈 고등학교(Hopkins High School)를 졸업(1984), 벧엘 대학교(Bethel College)를 졸업(1988), 벧엘 신학교(Bethel Seminary)를 졸업하였다(1992).

## 저서
- 『여전히 믿을 만한 기독교』(A Christianity Worth Believing, 2008)
- 『Emergent Manifesto of Hope』(2008)
- 『Christianity Now』(2010)
- 『The Way of Jesus』(2010)
- 『Preaching Re-Imagined』(2005)